# Символ Лежандра
Символом Лежандра називається мультиплікативна функція, що використовується в теорії чисел. Названа на честь французького математика Адрієна-Марі Лежандра.

## Визначення
Нехай a деяке ціле число і p просте число. Символ Лежандра {\displaystyle \left({\frac {a}{p}}\right)} визначається таким чином:
- {\displaystyle \left({\frac {a}{p}}\right)=0}, якщо {\displaystyle \ a} ділиться на {\displaystyle \ p}.
- {\displaystyle \left({\frac {a}{p}}\right)=1}, якщо {\displaystyle \ a} є квадратичним лишком за модулем {\displaystyle \ p}, тобто існує таке ціле {\displaystyle \ x}, що {\displaystyle \ x^{2}\equiv a{\pmod {p}}}.
- {\displaystyle \left({\frac {a}{p}}\right)=-1}, якщо {\displaystyle \ a} є квадратичним нелишком за модулем {\displaystyle \ p}.

## Властивості
- Мультиплікативність: {\displaystyle \left({\frac {ab}{p}}\right)=\left({\frac {a}{p}}\right)\left({\frac {b}{p}}\right)}
- Якщо {\displaystyle \ a\equiv b{\pmod {p}}}, то {\displaystyle \left({\frac {a}{p}}\right)=\left({\frac {b}{p}}\right)}
- {\displaystyle \left({\frac {1}{p}}\right)=1}
- {\displaystyle \left({\frac {-1}{p}}\right)=(-1)^{(p-1)/2},} перший додатковий закон (англ. first supplementary law)
- {\displaystyle \left({\frac {2}{p}}\right)=(-1)^{(p^{2}-1)/8},} другий додатковий закон (англ. second supplementary law)

Доведення
Нехай {\displaystyle s={\frac {p-1}{2}}}, і розглянемо {\displaystyle s} рівнянь
{\displaystyle {\begin{aligned}1&=(-1)(-1)\\2&=2(-1)^{2}\\3&=(-3)(-1)^{3}\\4&=4(-1)^{4}\\&\quad \quad \ldots \\s&=(\pm s)(-1)^{s}\end{aligned}}}
Тут ми обираємо знак так, щоб мати правильний знак результату.
Зараз множимо {\displaystyle s} рівнянь разом. Ліворуч отримуємо {\displaystyle s!}. Праворуч, маємо {\displaystyle 2,4,6,\dots } і якісь від'ємні непарні числа. Але зауважимо, що {\displaystyle 2(s)\equiv -1\mod p}, {\displaystyle 2(s-1)\equiv -3\mod p}, і т.д., отже, ці від'ємні числа є іншими парними числами за модулем {\displaystyle p}, але прихованими. Отже права частина становить {\displaystyle s!(2^{s})} (кожна двійка парна до одного з членів факторіалу, щоб представити парні числа за модулем {\displaystyle p}).
Залишилось лише зауважити, що {\displaystyle (-1)^{1+2+\ldots +s}=(-1)^{s(s+1)/2}} і перенести в ліву частину.
Збираючи все до купи, ми отримуємо {\displaystyle 2^{s}s!\equiv s!(-1)^{s(s+1)/2}\mod p}, або по скороченні факторіалів {\displaystyle 2^{s}\equiv (-1)^{s(s+1)/2}}. І {\displaystyle s(s+1)/2=(p^{2}-1)/8}, отже ми насправді маємо {\displaystyle 2^{(p-1)/2}\equiv (-1)^{(p^{2}-1)/8}}.
- Якщо {\displaystyle q} — просте число, не рівне {\displaystyle p}, то {\displaystyle \left({\frac {q}{p}}\right)\left({\frac {p}{q}}\right)=(-1)^{{\frac {p-1}{2}}\cdot {\frac {q-1}{2}}}} — частковий випадок квадратичного закону взаємності.
- Серед чисел {\displaystyle 1\leq a\leq p-1} рівно половина має символ Лежандра, рівний +1, а інша половина — –1.
- Символ Лежандра при {\displaystyle p>2} можна обчислити за допомогою критерію Ейлера: {\displaystyle \left({\frac {a}{p}}\right)\equiv a^{(p-1)/2}{\pmod {p}}}

## Обчислення
Безпосереднє застосування критерію Ейлера для обчислення символу Лежандра потребує піднесення до степеня, що для великих значень {\displaystyle a} і {\displaystyle p} є доволі складним (зокрема, доводиться застосувати довгу арифметику) та вельми трудомістким. Набагато ефективніше обчислювати символи Лежандра через їх узагальнення — символи Якобі.

### Приклад
{\displaystyle \left({\frac {12345}{331}}\right)}
{\displaystyle =\left({\frac {3}{331}}\right)\left({\frac {5}{331}}\right)\left({\frac {823}{331}}\right)}
{\displaystyle =\left({\frac {3}{331}}\right)\left({\frac {5}{331}}\right)\left({\frac {161}{331}}\right)}
{\displaystyle =\left({\frac {3}{331}}\right)\left({\frac {5}{331}}\right)\left({\frac {7}{331}}\right)\left({\frac {23}{331}}\right)}
{\displaystyle =(-1)\left({\frac {331}{3}}\right)\left({\frac {331}{5}}\right)(-1)\left({\frac {331}{7}}\right)(-1)\left({\frac {331}{23}}\right)}
{\displaystyle =-\left({\frac {1}{3}}\right)\left({\frac {1}{5}}\right)\left({\frac {2}{7}}\right)\left({\frac {9}{23}}\right)}
{\displaystyle =-\left({\frac {1}{3}}\right)\left({\frac {1}{5}}\right)\left({\frac {2}{7}}\right)\left({\frac {3}{23}}\right)^{2}}
{\displaystyle =-\left(1\right)\left(1\right)\left(1\right)\left(1\right)=-1.}